# Орден «За заслуги перед Республикой Башкортостан»
Орден «За заслуги перед Республикой Башкортостан» (баш. «Башҡортостан Республикаһында күрһәткән хеҙмәттәре өсөн» ордены) — высшая государственная награда Республики Башкортостан. Первым орден получил Президент республики Муртаза Рахимов, также орден получил экс-глава Башкортостана Рустэм Хамитов.

## Статутордена
Орденом награждаются лица, ранее удостоенные других государственных наград Республики Башкортостан, почётных званий Республики Башкортостан:
- за особые выдающиеся заслуги перед Республикой Башкортостан;
- за особые выдающиеся заслуги в труде;
- за особые заслуги в государственной и общественной деятельности;
- за особые заслуги в укреплении мира, дружбы и сотрудничества между народами;
- за большой вклад в дело охраны правопорядка и безопасности.

орденом могут быть удостоены граждане Российской Федерации, иностранные граждане и лица без гражданства.